# بارك تشول
بارك تشول (هانغل: 박철) هو لاعب كرة قدم كوري جنوبي في مركز الدفاع، ولد في 20 أغسطس 1973 في كوريا الجنوبية. شارك مع منتخب كوريا الجنوبية تحت 20 سنة لكرة القدم ومنتخب كوريا الجنوبية لكرة القدم. أما مع النوادي، فقد لعب مع جيجو يونايتد ونادي سول.

## وصلات خارجية
- بارك تشول على موقع الاتحاد الدولي (مؤرشف)  (الإنجليزية)
- بارك تشول على موقع دوري كوريا الجنوبية (الإنجليزية)
- بارك تشول على موقع قاعدة بيانات كرة القدم.إي يو (الإنجليزية)
- بارك تشول على موقع ناشيونال فوتبول تيمز (الإنجليزية)